# 2011年1月臺灣
| << | 2011年1月 （民國100年） | >> |    |    |    |    |
| \| 日 \| 一 \| 二 \| 三 \| 四 \| 五 \| 六 \| \| \| \| \| \| \| \| 1 \| \| 2 \| 3 \| 4 \| 5 \| 6 \| 7 \| 8 \| \| 9 \| 10 \| 11 \| 12 \| 13 \| 14 \| 15 \| \| 16 \| 17 \| 18 \| 19 \| 20 \| 21 \| 22 \| \| 23 \| 24 \| 25 \| 26 \| 27 \| 28 \| 29 \| \| 30 \| 31 \| \| \| \| \| \| |                         |    |    |    |    |    |
| 臺灣新聞動態／維基新聞 |                         |    |    |    |    |    |
| 世界／中国大陆／臺灣 |                         |    |    |    |    |    |
| 日 | 一                      | 二 | 三 | 四 | 五 | 六 |
| |                         |    |    |    |    | 1  |
| 2 | 3                       | 4  | 5  | 6  | 7  | 8  |
| 9 | 10                      | 11 | 12 | 13 | 14 | 15 |
| 16 | 17                      | 18 | 19 | 20 | 21 | 22 |
| 23 | 24                      | 25 | 26 | 27 | 28 | 29 |
| 30 | 31                      |    |    |    |    |    |

## 1月1日
- 中華民國100年開國元旦，總統馬英九發表祝詞表示：「兩岸不應是政權、統獨、國際空間之爭」。NOWnews 今日新聞網（页面存档备份，存于）
- 持中華民國護照者，自本日起得以免簽證入境克羅埃西亞；停留期限為6個月中的90天。中華民國外交部領事事務局

## 1月3日
- 美國聯邦調查局破獲跨國兒童色情網站，網站主機竟在台北市東區一家夜店內。自由時報

## 1月6日
- 名為「傳奇再現 夢幻球星邀請賽」於晚間在台北小巨蛋展開，邀請網球界兩位前世界球王阿格西和盧彥勳聯手與俄國和王宇佐對決；世界羽聯超級系列總決賽首次在台灣舉行，世界球王李宗偉等人同台較勁。自由時報

## 1月7日
- 新台幣兌換美元今日正式升破30元大關，收在29.8元兌1美元，創下13年新高。中國廣播公司[永久]
- 空軍司令雷玉其的兒子日前結婚，席開78桌，大批軍兵擔任婚宴工作人員，婚禮排場視同作戰規模，涉嫌公器私用，造成社會觀感不佳。全案因此移送「國防部廉政小組」調查，6日，馬英九核定，雷玉其降調參謀本部空軍副參謀總長，空軍司令職缺由空軍副參謀總長嚴明上將接任。

NOWnews - 自由時報

## 1月8日
- 南投縣草屯鎮舉行鎮長補選，結果由民主進步黨籍的候選人洪國浩當選。自由時報

## 1月9日
- 金門大橋動工，預計在2016年6月完工通車，造價75億新台幣，完工後將成為世界最長跨徑脊背橋 。大紀元（页面存档备份，存于） 聯合晚報

## 1月11日
- 2011國際媽祖文化節的重頭戲「辛卯年山海遊香迎媽祖」九天八夜遶境活動 ，新港奉天宮「張貼香條」正式展開迎媽祖活動。NOWnews
- 持中華民國護照直接進入歐洲已簽署申根公約國家的新辦法正式上路，申根簽證區涵蓋中東歐、西歐、北歐等國。中央社

## 1月13日
- 多艘中國漁船闖入小金門海域，一艘中國漁船以及四名漁民被海巡隊逮捕並引發衝突；而中國方面呼籲釋放遭扣押的漁民。美國之音（页面存档备份，存于）

## 1月16日
- 廣達電腦尾牙宴（於1月14日晚間舉辦）耗費5000萬席開417桌，但竟然是雞肉沒熟（仍有血色），12道菜沒出完（中途喊卡），員工難忍怒氣，不顧公司形象到處砲轟負責承辦外燴的飯店。廣達福委會則發道歉信，將發給每名出席員工500元的補償金。

NOWnews - 自由時報
- 臺灣史學家王世慶因病逝世，享年83歲。新北市文化局

## 1月18日
- 國防部在屏東九鵬基地公開「聯合防空火力實彈射擊測考」，射擊天弓、鷹式、麻雀、刺針、車載劍一及各式飛彈共19枚，其中6枚脫靶，當中的一枚飛不到500公尺直接墜海。

NOWnews - 自由時報

## 1月27日
- 中國富豪陳光標夫婦等組成的行善團，於26日晚間約10時20分抵達，有抗議者亦有歡迎者。陳光標表示會低調行善。綠營批評這是統戰技倆。聯合報

## 1月28日
- 經由臺北地檢署傳喚許榮洲到案說明與訊問後，坦承犯下發生在1996年9月12日的空軍女童性侵命案，證實江國慶為受冤判執行槍決冤死14年。NOWnews（页面存档备份，存于）

## 1月29日
- 國父孫中山的孫女孫穗芬於2011年元旦日車禍疑造成多重器官衰竭及併發敗血症，病逝台北新光醫院，享年72歲。Nownews（页面存档备份，存于）

## 1月31日
- 前新竹科學園區管理局長李界木遭檢方起訴涉嫌在龍潭購地案偵審期間3度作偽證，台北地方法院審理依偽證罪判決李界木6月徒刑。NOWnews（页面存档备份，存于）